# Шевесланн, Олав
Олав Шевесланн (норв. Olav Skjevesland; 31 мая 1942, Дрёбак, Акерсхус — 8 сентября 2019, Норвегия) — бывший епископ лютеранской церкви Норвегии; епископ Агдера и Телемарка (1998—2012).

## Биография
Родился 31 мая 1942 года в Дрёбаке, в коммуне Фрогн, в фюльке Акерсхус.
В 1967 году получил диплом кандидата богословия, окончив Норвежскую теологическую школу, а в 1969 году — диплом по практической теологии.
С 1968 по 1972 год работал помощником настоятеля в приходе в Осло, а с 1972 по 1974 год — лектором в диаконической организации Det norske Diakonhjem. С 1973 по 1975 год являлся секретарём пасторского профессионального союза.
В 1975 году возведён в сан пастора в Кампенской церкви в Осло, а в 1976 — в Вестфолле (до 1979 года). С 1976 по 1998 год редактировал церковное издание «Luthersk Kirketidende».
В 1981 по 1984 год занимал должность ректора семинарии практической теологии при Норвежской теологической школе, с 1994 по 1998 год преподавал в школе в качестве профессора.
В 1998 году избран для ординации в сан епископа Агдера (в 2005 году название епархии изменено на Агдера и Телемарка). В 2006 году избран председателем епископской конференции церкви Норвегии на четырёхлетний срок.
В 2012 году вышел на пенсию. Состоял в браке, но супруга Анне Катрин Шевесланн скончалась в 2009 году.